# 田川郡
- 令制国一覧 > 西海道 > 豊前国 > 田川郡
- 日本 > 九州地方 > 福岡県 > 田川郡

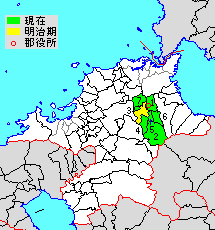
福岡県田川郡の位置（1.香春町 2.添田町 3.糸田町 4.川崎町 5.大任町 6.赤村 7.福智町）

田川郡（たがわぐん）は、福岡県（豊前国）の郡。豊前国で唯一海岸線を持たない郡である。
人口65,696人、面積309.18km²、人口密度212人/km²。（2025年2月1日、推計人口）
以下の6町1村を含む。
- 香春町（かわらまち）
- 添田町（そえだまち）
- 糸田町（いとだまち）
- 川崎町（かわさきまち）
- 大任町（おおとうまち）
- 赤村（あかむら）
- 福智町（ふくちまち）

## 郡域
1878年（明治11年）に行政区画として発足した当時の郡域は、上記6町1村のほか、下記の区域にあたる。
- 田川市の全域
- 嘉麻市の一部（猪国）

## 歴史
田川市域および郡域は1960年代までは筑豊炭田の産炭地として発展した。石炭の採掘で北九州工業地帯の発展を担ったため北九州市と強い関係があり、現在でも田川市、福智町、赤村、香春町は北九州都市圏に属している。ところが、エネルギー革命で石炭の需要が減少してくると、それまで栄えていた炭鉱は衰退を余儀なくされることとなり、現在では筑豊地方の炭鉱はすべて閉山し、それに伴う過疎化により人口が半減した自治体もあった。現在は炭鉱跡の工場団地に企業誘致を進めているが、急速な過疎化と人口減少に歯止めはかかっていない。また、財政難に瀕している自治体もあり、1992年には旧・赤池町（福智町）が財政再建団体に入り、行政が破綻する事態を招いた。

### 古代

#### 式内社
『延喜式』神名帳に記される郡内の式内社。
| 神名帳                 | 神名帳            | 神名帳 | 神名帳 | 比定社   | 比定社             | 比定社 | 集成 |
| 社名                   | 読み              | 格     | 付記   | 社名     | 所在地             | 備考   | 集成 |
| ---------------------- | ----------------- | ------ | ------ | -------- | ------------------ | ------ | ---- |
| 田川郡 3座（並小）     |                   |        |        |          |                    |        |      |
| 辛国息長大姫大目命神社 | カラクニオキナカ- | 小     |        | 香春神社 | 福岡県田川郡香春町 |        |      |
| 忍骨命神社             | オシホネノ        | 小     |        | 香春神社 | 福岡県田川郡香春町 |        |      |
| 豊比咩神社             | トヨヒメノ-       | 小     |        | 香春神社 | 福岡県田川郡香春町 |        |      |
| 凡例を表示             |                   |        |        |          |                    |        |      |

### 近世以降の沿革
- 明治初年時点では全域が豊前小倉藩領であった。「旧高旧領取調帳」に記載されている明治初年時点での村は以下の通り。（1町67村）

糒村、夏吉村、下香春村、香春町、高野村、鏡山村、採銅所村、中津原村、上伊田村、下伊田村、上赤村、下赤村、山浦村、小内田村、上今任村、下今任村、桑原村、伊加利村、安永村、秋永村、大内田村、下津野村、上津野村、落合村、桝田村、野田村、添田村、添田町村、伊原村、成光村、柿原村、白土村、元松村、福田村、真木村、新城村、岩瀬村、庄村、木城村、金国村、猪膝村、中元寺村、安宅村、池尻村、糸村、川崎村、田原村、上真崎村、下真崎村、川原弓削田村、金田村、糸田村、西弓削田村、宮尾村、後藤寺村、大熊村、宮床村、上野村、草場村、市津村、神崎村、南木村、上伊方村、下伊方村、畑村、弁城村、赤池村、柿下村
- 慶応3年3月（1867年4月） - 長州戦争により小倉藩が移転して香春藩となる。
- 明治2年12月24日（1870年1月25日） - 香春藩が移転して豊津藩となる。
- 明治3年（1870年）6月 - 彦山村が起立し、日田県の管轄となる。（1町68村）
- 明治4年
  - 7月14日（1871年8月29日） - 廃藩置県により豊津県の管轄となる。
  - 11月14日（1871年12月25日） - 第1次府県統合により小倉県の管轄となる。
- 明治初年（1町70村）
  - 糸村が分割して上糸村・下糸村となる。
  - 西弓削田村が分割して上弓削田村・下弓削田村・見立村となる。
  - 上伊方村・下伊方村が合併して伊方村となる。
- 明治9年（1876年）4月18日 - 第2次府県統合により福岡県の管轄となる。
- 明治11年（1878年）11月1日 - 郡区町村編制法の福岡県での施行により、行政区画としての田川郡が発足。郡役所が香春町に設置。
- 明治19年（1886年） - 畑村が伊方村に合併。（1町69村）
- 明治20年（1887年） - 以下の町村の統合が行われる。（39村）
  - 香春村 ← 下香春村、香春町
  - 伊田村 ← 上伊田村、下伊田村
  - 赤村 ← 上赤村、下赤村、山浦村
  - 内田村 ← 小内田村、大内田村
  - 今任原村 ← 上今任村、下今任村、桑原村
  - 大行事村 ← 安永村、秋永村、成光村、柿原村、白土村、元松村、福田村
  - 津野村 ← 下津野村、上津野村
  - 添伊田村 ← 添田村、添田町村、伊原村
  - 安真木村 ← 木城村、安宅村、上真崎村、下真崎村
  - 猪国村 ← 金国村、猪膝村
  - 位登村 ← 上糸村、下糸村
  - 弓削田村 ← 上弓削田村、下弓削田村、見立村
  - 奈良村 ← 宮尾村、後藤寺村
  - 川宮村 ← 宮床村、川原弓削田村
  - 市場村 ← 草場村、市津村
  - 真木村・新城村・岩瀬村が庄村に、大熊村が糸田村に、南木村が神崎村にそれぞれ合併。

### 町村制以降の沿革

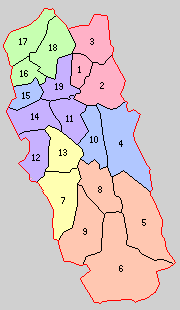
1.香春村 2.勾金村 3.採銅所村 4.赤村 5.津野村 6.彦山村 7.安真木村 8.添田村 9.中元寺村 10.大任村 11.伊田村 12.猪位金村 13.川崎村 14.弓削田村 15.糸田村 16.神田村 17.上野村 18.方城村 19.金川村（紫：田川市 赤：香春町 橙：添田町 黄：川崎町 緑：福智町 青：合併なし）

- 明治22年（1889年）4月1日 - 町村制の施行により、以下の各村が発足。（19村） 
  - 香春村（単独村制。現・香春町）
  - 勾金村 ← 高野村、鏡山村、中津原村、柿下村（現・香春町）
  - 採銅所村（単独村制。現・香春町）
  - 赤村 ← 赤村、内田村（現存）
  - 津野村（単独村制。現・添田町）
  - 彦山村 ← 彦山村、落合村、桝田村（現・添田町）
  - 安真木村（単独村制。現・川崎町）
  - 添田村 ← 野田村、添伊田村、庄村（現・添田町）
  - 中元寺村（単独村制。現・添田町）
  - 大任村 ← 大行事村、今任原村（現・大任町）
  - 伊田村 ← 伊田村、伊加利村（現・田川市）
  - 猪位金村 ← 猪国村、位登村（現・田川市）
  - 川崎村 ← 田原村、川崎村、池尻村（現・川崎町）
  - 弓削田村 ← 弓削田村、奈良村、川宮村（現・田川市）
  - 糸田村（単独村制。現・糸田町）
  - 神田村 ← 神崎村、金田村（現・福智町）
  - 上野村 ← 赤池村、上野村、市場村［大部分］（現・福智町）
  - 方城村 ← 伊方村、弁城村（現・福智町）
  - 金川村 ← 夏吉村、糒村（現・田川市）
  - 市場村の一部が鞍手郡福地村の一部となる。
- 明治29年（1896年）7月1日 - 郡制を施行。
- 明治31年（1898年）7月22日 - 香春村が町制施行して香春町となる。（1町18村）
- 明治40年（1907年）
  - 1月1日 - 添田村・中元寺村が合併し、改めて添田村が発足。（1町17村）
  - 4月1日 - 弓削田村が町制施行・改称して後藤寺町となる。（2町16村）
- 明治45年（1912年）4月1日 - 添田村が町制施行して添田町となる。（3町15村）
- 大正3年（1914年）1月1日 - 伊田村が町制施行して伊田町となる。（4町14村）
- 大正5年（1916年）7月28日 - 神田村が町制施行・改称して金田町となる。（5町13村）
- 大正12年（1923年）4月1日 - 郡会が廃止。郡役所は存続。
- 大正15年（1926年）7月1日 - 郡役所が廃止。以降は地域区分名称となる。
- 昭和8年（1933年）5月1日 - 金川村が伊田町に編入。（5町12村）
- 昭和10年（1935年）時点での当郡の面積は363.04平方km、人口は163,974人（男83,667人・女80,307人）[6]。
- 昭和12年（1937年）4月1日 - 安真木村が川崎村に編入。（5町11村）
- 昭和13年（1938年）8月15日 - 川崎村が町制施行して川崎町となる。（6町10村）
- 昭和14年（1939年）
  - 1月1日 - 糸田村が町制施行して糸田町となる。（7町9村）
  - 11月3日 - 上野村が町制施行・改称して赤池町となる。（8町8村）
- 昭和17年（1942年）2月11日 - 彦山村が添田町に編入。（8町7村）
- 昭和18年（1943年）11月3日 - 伊田町・後藤寺町が合併して田川市が発足し、郡より離脱。（6町7村）
- 昭和30年（1955年）
  - 1月1日 - 添田町・津野村が合併し、改めて添田町が発足。（6町6村）
  - 4月5日 - 猪位金村が分割し、一部（猪国の一部）が山田市、残部が田川市にそれぞれ合併。（6町5村）
- 昭和31年（1956年）
  - 8月1日 - 方城村が町制施行して方城町となる。（7町4村）
  - 9月30日 - 香春町・勾金村・採銅所村が合併し、改めて香春町が発足。（7町2村）
- 昭和35年（1960年）1月1日 - 大任村が町制施行して大任町となる。（8町1村）
- 平成18年（2006年）3月6日 - 金田町・赤池町・方城町が合併して福智町が発足。（6町1村）

### 変遷表
| 明治22年以前       | 明治22年4月1日 | 明治22年 - 大正15年              | 明治22年 - 大正15年              | 昭和1年 - 昭和19年           | 昭和1年 - 昭和19年              | 昭和20年 - 昭和29年 | 昭和30年 - 昭和63年                              | 平成1年 - 現在        | 現在   |
| ------------------ | -------------- | -------------------------------- | -------------------------------- | ---------------------------- | ------------------------------- | ------------------- | ------------------------------------------------ | --------------------- | ------ |
|                    | 香春村         | 明治31年7月22日 町制             | 明治31年7月22日 町制             | 香春町                       | 香春町                          | 香春町              | 昭和31年9月30日 香春町                           | 香春町                | 香春町 |
|                    | 勾金村         | 勾金村                           | 勾金村                           | 勾金村                       | 勾金村                          | 勾金村              | 昭和31年9月30日 香春町                           | 香春町                | 香春町 |
|                    | 採銅所村       | 採銅所村                         | 採銅所村                         | 採銅所村                     | 採銅所村                        | 採銅所村            | 昭和31年9月30日 香春町                           | 香春町                | 香春町 |
|                    | 弓削田村       | 明治40年4月1日 町制改称 後藤寺町 | 明治40年4月1日 町制改称 後藤寺町 | 後藤寺町                     | 昭和18年11月3日 田川市          | 田川市              | 田川市                                           | 田川市                | 田川市 |
|                    | 伊田村         | 伊田村                           | 大正3年1月1日 町制               | 伊田町                       | 昭和18年11月3日 田川市          | 田川市              | 田川市                                           | 田川市                | 田川市 |
|                    | 金川村         | 金川村                           | 金川村                           | 昭和8年5月1日 伊田町に編入   | 昭和18年11月3日 田川市          | 田川市              | 田川市                                           | 田川市                | 田川市 |
|                    | 猪位金村       | 猪位金村                         | 猪位金村                         | 猪位金村                     | 猪位金村                        | 猪位金村            | 昭和30年4月5日 田川市に編入 （位登・猪国の一部） | 田川市                | 田川市 |
|                    | 猪位金村       | 猪位金村                         | 猪位金村                         | 猪位金村                     | 猪位金村                        | 猪位金村            | 昭和30年4月5日 山田市に編入 （猪国の一部）       | 嘉麻市                | 嘉麻市 |
|                    | 添田村         | 明治40年1月1日 添田村            | 明治45年4月1日 町制              | 添田町                       | 添田町                          | 添田町              | 昭和30年1月1日 添田町                            | 添田町                | 添田町 |
|                    | 中元寺村       | 明治40年1月1日 添田村            | 明治45年4月1日 町制              | 添田町                       | 添田町                          | 添田町              | 昭和30年1月1日 添田町                            | 添田町                | 添田町 |
|                    | 彦山村         | 彦山村                           | 彦山村                           | 昭和17年2月11日 添田町に編入 | 昭和17年2月11日 添田町に編入    | 添田町              | 昭和30年1月1日 添田町                            | 添田町                | 添田町 |
|                    | 津野村         | 津野村                           | 津野村                           | 津野村                       | 津野村                          | 津野村              | 昭和30年1月1日 添田町                            | 添田町                | 添田町 |
|                    | 神田村         | 神田村                           | 大正5年7月28日 町制改称 金田町   | 金田町                       | 金田町                          | 金田町              | 金田町                                           | 平成18年3月6日 福智町 | 福智町 |
|                    | 上野村         | 上野村                           | 上野村                           | 上野村                       | 昭和14年11月3日 町制改称 赤池町 | 赤池町              | 赤池町                                           | 平成18年3月6日 福智町 | 福智町 |
|                    | 方城村         | 方城村                           | 方城村                           | 方城村                       | 方城村                          | 方城村              | 昭和31年8月1日 町制                              | 平成18年3月6日 福智町 | 福智町 |
|                    | 川崎村         | 川崎村                           | 川崎村                           | 川崎村                       | 昭和13年8月15日 町制            | 川崎町              | 川崎町                                           | 川崎町                | 川崎町 |
|                    | 安真木村       | 安真木村                         | 安真木村                         | 昭和12年4月1日 川崎村に編入  | 昭和13年8月15日 町制            | 川崎町              | 川崎町                                           | 川崎町                | 川崎町 |
|                    | 糸田村         | 糸田村                           | 糸田村                           | 糸田村                       | 昭和14年1月1日 町制             | 糸田町              | 糸田町                                           | 糸田町                | 糸田町 |
| 大行事村・今任原村 | 大任村         | 大任村                           | 大任村                           | 大任村                       | 大任村                          | 大任村              | 昭和35年1月1日 町制                              | 大任町                | 大任町 |
| 赤村・内田村       | 赤村           | 赤村                             | 赤村                             | 赤村                         | 赤村                            | 赤村                | 赤村                                             | 赤村                  | 赤村   |

## 行政
歴代郡長
| 代 | 氏名 | 就任年月日                | 退任年月日                | 備考                   |
| -- | ---- | ------------------------- | ------------------------- | ---------------------- |
| 1  |      | 明治11年（1878年）11月1日 |                           |                        |
|    |      |                           | 大正15年（1926年）6月30日 | 郡役所廃止により、廃官 |